# 1876 a vasúti közlekedésben
Ez a szócikk a 1876-ban történt vasúti eseményeket mutatja be.

## Események a világban
- Január 1. – Angliában a Bristol and Exeter Railway beleolvad a Great Western Railway társaságba.
- Február 1. – Angliában a South Devon Railway beleolvad a Great Western Railway társaságba.

## Események Magyarországon
- január 2. – Megnyílik a Győr és Sopron közötti vasútvonal, a GYSEV első vonalszakasza.
- január 20. – a Magyar Keleti Vasút megvételéről szóló szerződés aláírásával megkezdődik a magántőkéből épült vasútvonalak államosítása (a király december 28-án szentesíti az erről szóló 1876. évi L. törvényt Archiválva 2005. február 26-i dátummal a Wayback Machine-ben).